# Mont des Alouettes
Der Mont des Alouettes  (Deutsche Übersetzung: Lerchenberg) ist ein 232 m hoher Berg in der Nähe von Les Herbiers, im Département Vendée, Frankreich.

## Geschichte
Im 16. Jahrhundert wurden sieben Windmühlen auf diesem Berg errichtet. Heute sind noch drei erhalten, eine davon ist funktionstüchtig.
Auf dem Gipfel des Berges steht eine Kapelle aus dem 19. Jahrhundert, die im Auftrag von Maria Karolina Herzogin von Berry erbaut wurde.

## Sport
Der Mont des Alouettes war das Ziel der ersten Etappe der Tour de France 2011.

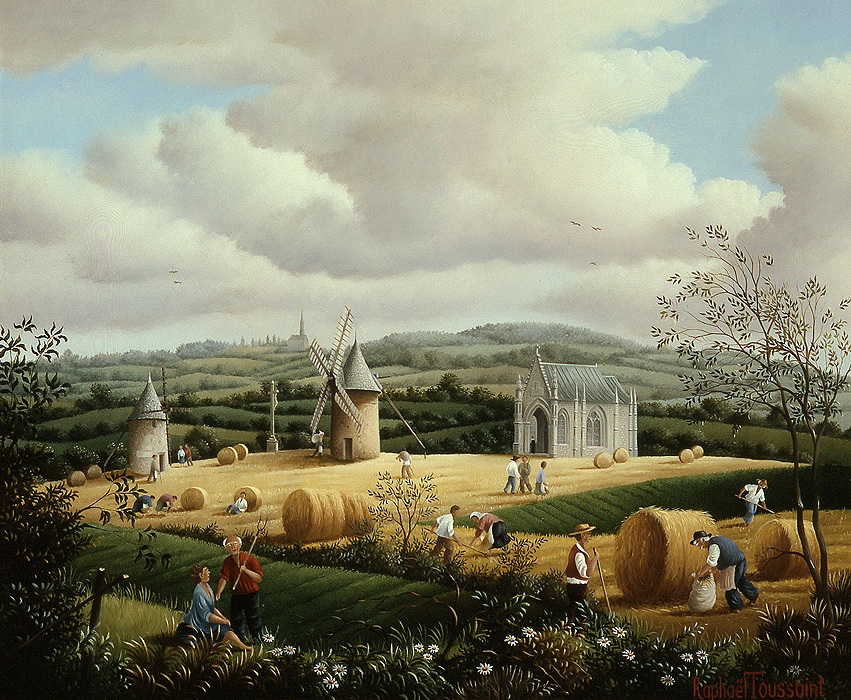
Darstellung der Windmühlen auf dem Mont des Alouettes
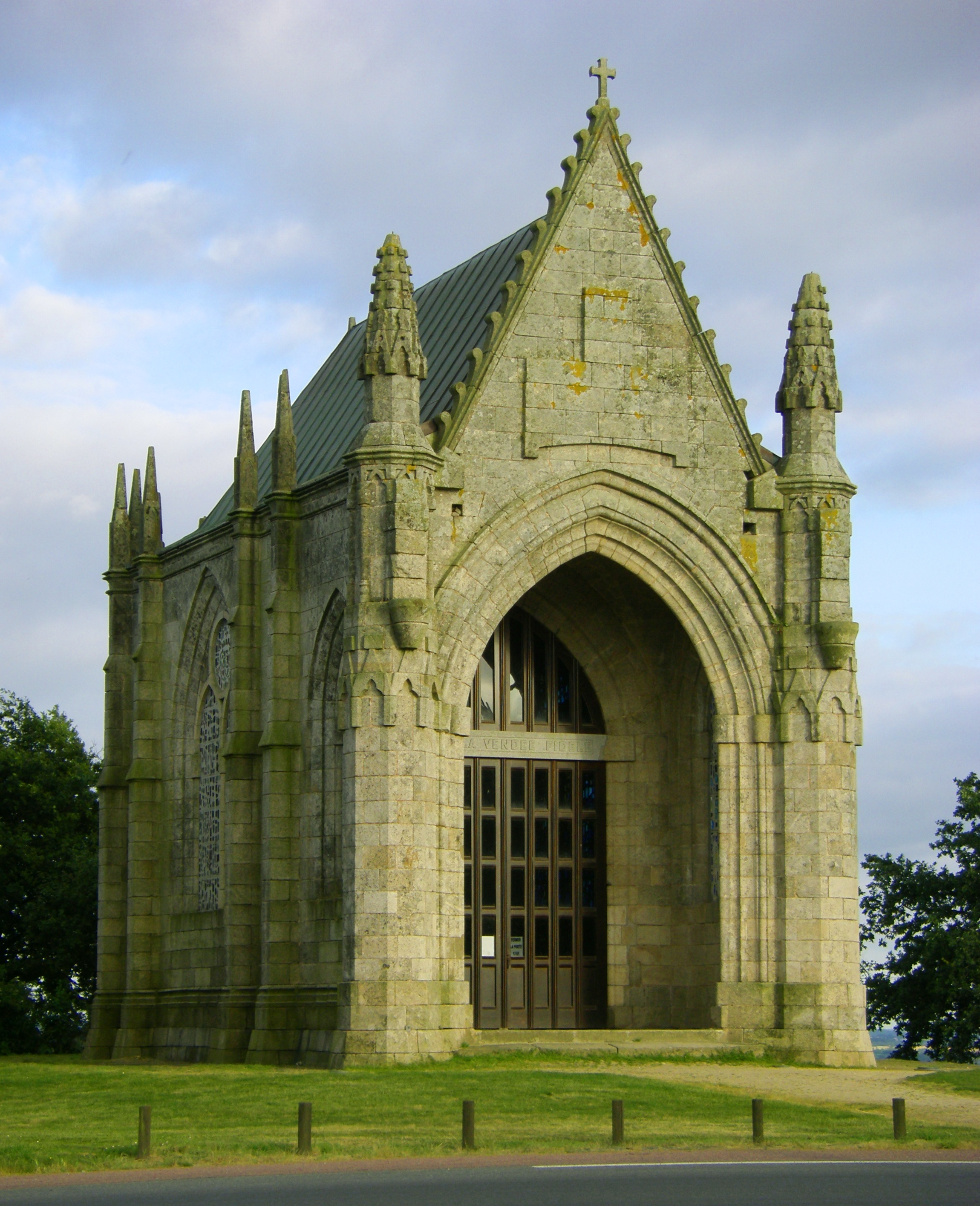
Die Kapelle